# Guillermo Deisler
Guillermo Deisler (* 15. Juni 1940 in Santiago de Chile; † 21. Oktober 1995 in Halle (Saale)) war ein chilenisch-deutscher Bühnenbildner, Mail Artist und Autor visueller Poesie.

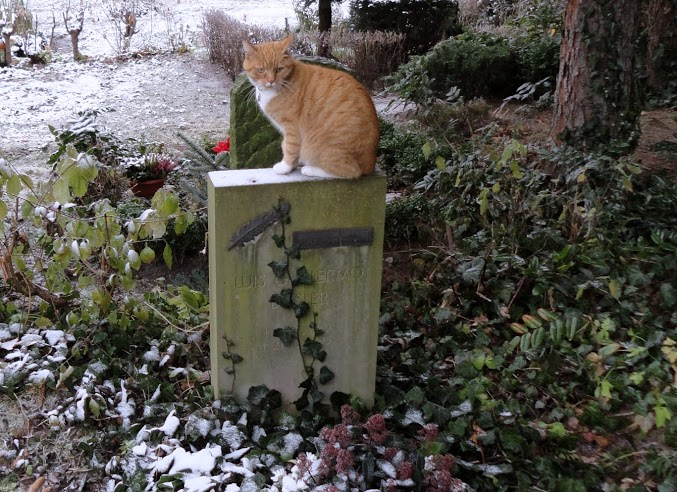
Guillermo Deislers Grab (2010)

## Leben
Guillermo Deisler wurde als Sohn einer aus Preußen stammenden Familie in Chile geboren. Er studierte Theatergraphik und Bühnenbildnerei an der Universität Santiago de Chile. Von 1967 bis 1973 war er Assistent und Dozent für Grafik an der Universidad de Chile in Antofagasta.  Nach dem Militärputsch am 11. September 1973 wurde er verhaftet und im Gefängnis in Antofagasta interniert. Sein Freund Gregorio Berchenko erwirkte, dass er von der französischen Botschaft ein Ausreisevisum bekam. Nachdem er einige Monate im französischen Exil verbracht hatte, musste er feststellen, dass es in Frankreich für ihn und seine Familie keine Existenzgrundlage gab. Er entschied sich dafür, wie so viele andere chilenische Flüchtlinge, in die DDR einzureisen. Dort wurde er sofort in Cottbus inhaftiert und verhört, bis ein Regisseur, der ihn als Bühnenbildner kannte, eine Haftentlassung erreichte. Nach seiner Haft war er an einer Theaterinszenierung dieses Regisseurs als Bühnenbildner beteiligt, bevor er als Kontingentflüchtling aufgrund eines Abkommens zwischen DDR, ČSSR, Bulgarien und anderen sozialistischen Staaten, „nach Bulgarien verbannt“ wurde. Deisler lebte dort mit seiner Frau und den vier gemeinsamen Kindern bis 1986. 1986 kehrten er und ein Teil seiner Familie in die DDR zurück. Kurz vor deren politischem Ende erhielt er dort die von ihm angestrebte Staatsbürgerschaft. Deisler lebte bis zu seinem frühen Tod in Halle/Saale, wo er am Opernhaus arbeitete.
Er starb 1995 an den Folgen einer Krebserkrankung. Seine über 5.000 Mail-Art-Werke umfassende Sammlung befindet sich heute im Archiv der Kunstsammlung der Akademie der Künste in Berlin.

## Werk
Guillermo Deisler beschäftigte sich sein Leben lang intensiv mit experimenteller und visueller Poesie. 1963 bis 1973 gab er das Periodikum für Poesie und Grafik „mimbre“ in mehr als 50 Titeln heraus. Darunter waren auch internationale Anthologien zur visuellen Poesie. 1987 begründete er das Künstler- und Mail Art-Projekt UNI/vers(;), das er bis zu seinem Tod 1995 herausgab und das in insgesamt 35 Ausgaben erschien (jede Ausgabe bestand aus einer Sammelmappe von Originalgraphiken internationaler  Künstler). 
1988 organisierte er mit Karla Sachse die Ausstellung Visuelle Poesie, zu der auch ein Katalog erschien. Zwei Jahre später, zeitgleich mit dem Ende der DDR, gab er zusammen mit Jörg Kowalski die Anthologie wortBILD. Visuelle poesie in der ddr heraus. Darin finden sich Werke von u. a. Carlfriedrich Claus, Volker Dietzel, Elke Erb, Lutz Fleischer, Joseph W. Huber, Kito Lorenc, Bert Papenfuß-Gorek, Robert Rehfeldt, Karla Sachse, Horst Sagert, Rainer Schedlinski, Valeri Scherstjanoi, Klaus Sobolewski, Ulrich Tarlatt, Michael Wüstefeld.
In allen Ländern, die Stationen seines Lebens waren, gab Deisler originalgraphische Künstlerbücher in Auflagen von drei bis über 50 Exemplaren heraus, darunter GRRR (1969 in Chile), le cerveaux (1975 in Frankreich) packaging poetry (1977 in Bulgarien) und make-up (1988 in der DDR).

## Hommage · Ausstellung
1996 erschien eine vom chilenischen Künstler Hans Braumüller edierte, im Gedenken an den langjährigen Herausgeber ebenfalls UNI/vers(;) titulierte Künstlerzeitschrift mit dem Untertitel A TRIBUTE TO GUILLERMO DEISLER, zu der ein Großteil der in den Ausgaben 1 bis 35 vertretenen Autoren und Künstler mit würdigenden Arbeiten beitrug. 2001 erschien in der Edition YE die von Theo Breuer herausgegebene Kunstschachtel YE N° 8 als HOMMAGE À GUILLERMO DEISLER mit originalgrafischen Arbeiten von 49 Beiträgern, die (ebenfalls 2001) unter dem Titel Omaggio à Guillermo Deisler in der Galerie Il Gabbiano in La Spezia ausgestellt wurde. 
Im Rahmen der Ausstellung Subversive Praktiken. Kunst unter Bedingungen politischer Repression im Württembergischen Kunstverein Stuttgart 2009 wurde das Werk Deislers ebenso gewürdigt wie in den beiden Ausstellungen Homenaje a Guillermo Deisler. Grafik, Collage, Malerei, Buchobjekte, die im Sommer 2009 in der Chilenischen Botschaft in Berlin stattfand, und Guillermo Deisler (1940–1995): Für das Theater … Figurinen, Bühnenbilder, Plakatentwürfe (2010 in der Kunstvereinsgalerie der Oper Halle).

## Herausgabe (Auswahl)
- UNI/vers(;) · PEACEDREAM PROJECT · VISUAL and experimental POETRY. Künstlerzeitschrift. 35 Ausgaben. Halle/Saale 1987–1995.
- wortBILD. Visuelle Poesie in der DDR. Mit Jörg Kowalski. Halle/Saale u. a. 1990.